# Mario Javier Sabán
Mario Javier Sabán (Buenos Aires, 12 febbraio 1966) è un teologo argentino di origine sefardita.

## Biografia
Mario Saban è un discendente di ebrei spagnoli rifugiati in Impero ottomano nel 1492. Lui è un esperto in materia di origini del giudaismo e il Cristianesimo, e di pensiero ebraico. Ha conseguito un dottorato in Filosofia presso l'Università Complutense di Madrid.
Frutto del suo profondo studio della teologia sono Le radici ebraiche del cristianesimo, La matrice ebraica del cristianesimo (I e II) e Il giudaismo di Gesù, tra gli altri.
Per quanto riguarda la filosofia ebraica, ha scritto un saggio intitolato La matrice intellettuale del giudaismo e la genesi di Europa. Nella sua tesi di dottorato Rambam, il genio di Maimonide sviluppa il contenuto della La guida dei perplessi. Le radici ebraiche del cristianesimo è stato tradotto in inglese con il titolo The Jewish roots of Christianity.
Nel giugno 2007 ha fondato ed è diventato presidente della associazione culturale Tarbut Sefarad , dedicata alla diffusione della cultura ebraica in Spagna.